# Дорополє
Дорополє (словен. Doropolje) — поселення в общині Шентюр, Савинський регіон, Словенія. 
Висота над рівнем моря: 608,9 м.